# Liste der Bodendenkmäler in Bönen
Die Liste der Bodendenkmäler in Bönen enthält die denkmalgeschützten unterirdischen baulichen Anlagen, Reste oberirdischer baulicher Anlagen, Zeugnisse tierischen und pflanzlichen Lebens und paläontologischen Reste auf dem Gebiet der Gemeinde Bönen im Kreis Unna in Nordrhein-Westfalen (Stand: Oktober 2020). Diese Bodendenkmäler sind in Teil B der Denkmalliste der Gemeinde Bönen eingetragen; Grundlage für die Aufnahme ist das Denkmalschutzgesetz Nordrhein-Westfalen (DSchG NRW).
| Bild | Bezeichnung                                                                                   | Lage                                 | Beschreibung | Bauzeit | Eingetragen seit | Denkmal- nummer |
| ---- | --------------------------------------------------------------------------------------------- | ------------------------------------ | ------------ | ------- | ---------------- | --------------- |
|      | Landwehr Vöhde                                                                                | Westerbönen Am Röhrberg              |              |         | 15.04.1987       | B 1             |
| BW   | Gräftenanlage sowie ein Areal von 20 × 20 m in der Süd-West-Innenecke der Gräfte „Haus Bögge“ | Schmerhöfeler Weg 2 Karte            |              |         | 22.05.1987       | B 2             |
|      | Siedlung der römischen Kaiserzeit                                                             | zwischen Seseke und Rexebach         |              |         | 07.06.1994       | B 3             |
| BW   | Grevinghof in Westerbönen – Gräftenanlage                                                     | Westerbönen Weetfelder Str. 31 Karte |              |         | 14.10.2010       | B 4             |